# Dezerpidin
Deserpidin je antihipertenziv koji je srodan sa reserpinom.

## Spoljašnje veze
|  | Molimo Vas, obratite pažnju na važno upozorenje u vezi sa temama iz oblasti medicine (zdravlja). |